# Angiopteris oblanceolata
Angiopteris oblanceolata là một loài dương xỉ trong họ Marattiaceae. Loài này được Ching & Chu H. Wang mô tả khoa học đầu tiên năm 1959.